# Lycée René-Gosse
Le lycée René Gosse est un établissement public d'enseignement secondaire, situé au 2 rue Victor Hugo à Clermont-l'Hérault (Hérault). Le lycée prépare au baccalauréat général, au baccalauréat STMG et à un brevet de technicien supérieur (BTS).
Il est nommé en hommage à René Gosse, scientifique et résistant français, né à Clermont-l'Hérault et ancien élève de l'établissement, anciennement un collège communal.

## Histoire
Le lycée René-Gosse a été installé dans l'ancien couvent des Dominicains dont la réalisation a démarré au XIVe siècle. Il côtoie l'ancienne chapelle des Dominicains puis des Pénitents blancs (qui, réparée en 1996, accueille concerts et expositions).
En 1797, Isaac Vernet y fonde une école et une pension pour les jeunes gens. Un décret du 20 octobre 1803 institue le collège.
Puis le cloître disparaît, les locaux monastiques sont peu à peu transformés, des bâtiments nouveaux s'édifient en 1885-1886, le long de la rue Victor-Hugo. Le lycée rénové est installé sur ce site.
Il est nommé en hommage à René Gosse, ancien élève de l'établissement alors collège communal et résistant tué par balle par des collaborationnistes durant la Seconde Guerre mondiale dans la nuit du 21 au 22 décembre 1943.

## Classement du lycée
En 2023, le lycée se classe 1008e au niveau national avec 96% de réussite et 67% de mentions (voie générale).
En 2015, le lycée se classe 12e sur 28 au niveau départemental quant à la qualité d'enseignement, et 1246e au niveau national. 
Le classement s'établit sur trois critères : le taux de réussite au bac, la proportion d'élèves de première qui obtient le baccalauréat en ayant fait les deux dernières années de leur scolarité dans l'établissement, et la valeur ajoutée (calculée à partir de l'origine sociale des élèves, de leur âge et de leurs résultats au diplôme national du brevet).

## Formations proposées
Le lycée prépare au baccalauréat général, au baccalauréat STMG et à un brevet de technicien supérieur (BTS) « Gestion de la PME » (GPME). 
Il propose les spécialités suivantes aux lycéens préparant le baccalauréat général :
- Arts : histoire de l'art

- Histoire-géographie, géopolitique et sciences politiques
- Humanités, littérature et philosophie (HLP)
- Anglais monde contemporain AMC (Anglais)
- Mathématiques
- Numérique et sciences informatiques (NSI)
- Physique-chimie
- Sciences de la vie et de la Terre
- Sciences économiques et sociales

Et les options suivantes :
- Dès la seconde :
  - Espagnol Euro (DNL Histoire-Géographie)
  - Option Théâtre
  - Option arts plastique
  - Latin

- Dès la première :
  - Anglais Euro (DNL au choix Histoire-géographie ou SVT)
  - Espagnol Euro
  - Mathématiques complémentaires
- En terminale :
  - Mathématiques expertes
  - Droit (DGEMC)

Avant la réforme du baccalauréat, le lycée proposait des filières préparant aux baccalauréats littéraire (L), scientifique (S), et économique et social (ES), ainsi que le baccalauréat technologique Sciences et technologies de la gestion (STG, anciennement STT) et un BTS assistant de gestion PME-PMI. Il proposait les options et spécialisations suivantes aux lycéens préparant le baccalauréat :
- L : histoire de l'art, mathématiques, latin, italien
- S : (spécialisations) première : biologie ; terminale : physique-chimie, biologie, mathématiques
- ES : mathématiques, sciences économiques et sociales (SES) et anglais
- STG : communication, gestion